# Synagoga w Czarnym Dunajcu
Synagoga w Czarnym Dunajcu – jeden z rejestrowanych zabytków miasta Czarny Dunajec, w powiecie nowotarskim, w województwie małopolskim. Znajduje się przy ulicy Sienkiewicza.
Bóżnica została wzniesiona zapewne na początku ubiegłego stulecia.
Jest to ceglany budynek, nieotynkowany, wybudowany na planie prostokąta i architekturą nawiązujący do późnego baroku. Od strony wschodniej (czyli ulicy) znajdują się dwa wysokie, półkoliste okna, a pomiędzy nimi jest usytuowany okulus. Pod okulusem, na miejscu aron ha-kodesz zostało przebite wejście i wmurowane tam zostały dwuskrzydłowe drzwi. Wnętrze zostało podzielone na dwie kondygnacje.
Podczas II wojny światowej bóźnica została zdewastowana przez hitlerowców. Po 1945 roku synagogę przeznaczono na magazyn. Obecnie jest on własnością gminnej spółdzielni. Do czasów współczesnych nie zachował się żaden element wystroju wnętrza bóźnicy.